# Lance Parrish
Lance Michael Parrish (ur. 15 czerwca 1956) – amerykański baseballista, który występował na pozycji łapacza.
W czerwcu 1974 został wybrany w pierwszej rundzie draftu z numerem szesnastym i początkowo grał w klubach farmerskich tego zespołu, między innymi w Evansville Triplets, reprezentującym poziom Triple-A. W Major League Baseball zadebiutował 5 września 1977 w meczu przeciwko Baltimore Orioles. W 1980 po raz pierwszy wystąpił w Meczu Gwiazd i po raz pierwszy otrzymał Silver Slugger Award.
W 1984 zagrał we wszystkich meczach World Series, w których Tigers pokonali San Diego Padres 4–1. W marcu 1987 podpisał kontrakt jako wolny agent z Philadelphia Phillies. Grał jeszcze w California Angels, Seattle Mariners, Cleveland Indians, Pittsburgh Pirates i Toronto Blue Jays. W późniejszym okresie był menadżerem klubów niższych lig, między innymi San Antonio Missions oraz Erie Seawolves.
| 1/wyróżnienie            | Lata                                            | Źródło |
| 8× All-Star              | 1980, 1982, 1983, 1984, 1985, 1986, 1988, 1990, | [ 1 ]  |
| 3× Gold Glove Award      | 1983–1985                                       | [ 1 ]  |
| 6× Silver Slugger Award  | 1980, 1982–1984, 1986, 1990                     | [ 1 ]  |
| Zwycięzca w World Series | 1984                                            | [ 3 ]  |